# آرثر ليون كروس
آرثر ليون كروس (بالإنجليزية: Arthur Lyon Cross)‏ هو مؤرخ أمريكي، ولد في 14 نوفمبر 1873، وتوفي في 21 يونيو 1940.